# Olympische Sommerspiele 1968/Teilnehmer (Elfenbeinküste)
| Gelbes Symbol für Goldmedaillen mit stilisierten Olympischen Ringen | Graues Symbol für Silbermedaillen mit stilisierten Olympischen Ringen | Braundes Symbol für Bronzemedaillen mit stilisierten Olympischen Ringen |
| ------------------------------------------------------------------- | --------------------------------------------------------------------- | ----------------------------------------------------------------------- |
| —                                                                   | —                                                                     | —                                                                       |

Die Elfenbeinküste nahm an den Olympischen Sommerspielen 1968 in Mexiko-Stadt, Mexiko, mit einer Delegation von zehn Sportlern (allesamt Männer) an sieben Wettkämpfen in zwei Sportarten teil. Es konnten keine Medaillen errungen werden. Jüngster Athlet war der Kanute N’Gama N’Gama (21 Jahre und 12 Tage), ältester Athlet war der Kaute Paul Gnamia M’Boule (30 Jahre und 195 Tage). Es war nach den Olympischen Sommerspielen 1964 die zweite Teilnahme des Landes an Olympischen Sommerspielen.

## Teilnehmer nach Sportarten

### Kanu
Zweier-Kajak 1000 Meter
- Ergebnisse
Runde eins: gescheitert in Lauf zwei (Rang fünf), 4:09,80 Minuten
Runde eins Hoffnungslauf: in Lauf eins (Rang drei) für das Halbfinale qualifiziert, 4:07,98 Minuten
Halbfinale: ausgeschieden in Lauf zwei (Rang Rang fünf), 4:01,31 Minuten
- Mannschaft
Paul Gnamia M’Boule
N’Gama N’Gama

Einzel
- Jérôme Dodo Gaye
  - Einer-Kajak 1000 Meter

Runde eins: gescheitert in Lauf drei (Rang sieben), 4:31,20 Minuten
Runde eins Hoffnungslauf: ausgeschieden in Lauf drei (Rang vier), 4:31,69 Minuten

### Leichtathletik
4 × 100 Meter Staffel
- Ergebnisse
Runde eins: in Lauf zwei (Rang fünf) für das Halbfinale qualifiziert, 39,6 Sekunden (handgestoppt), 39,68 Sekunden (automatisch gestoppt)
Halbfinale: ausgeschieden in Lauf eins (Rang sieben), 39,6 Sekunden (handgestoppt), 39,69 Sekunden (automatisch gestoppt)
- Staffel
Boy Akba Diby
Gaoussou Koné
Atta Kouakou
Kouami N’Dri

Einzel
- Yoyaga Dit Coulibaly
  - 400 Meter Lauf

Runde eins: ausgeschieden in Lauf sieben (Rang acht), 50,0 Sekunden (handgestoppt), 50,11 Sekunden (automatisch gestoppt)
- Gaoussou Koné
  - 100 Meter Lauf

Runde eins: in Lauf zwei (Rang drei) für das Viertelfinale qualifiziert, 10,3 Sekunden (handgestoppt), 10,37 Sekunden (automatisch gestoppt)
Viertelfinale: in Lauf vier (Rang drei) für das Halbfinale qualifiziert, 10,2 Sekunden (handgestoppt), 10,22 Sekunden (automatisch gestoppt)
Halbfinale: ausgeschieden in Lauf zwei (Rang fünf), 10,2 Sekunden (handgestoppt), 10,27 Sekunden (automatisch gestoppt)
- Denis Ségui Kragbé
  - Diskuswurf

Qualifikationsrunde: Gruppe B, 55,24 Meter, Rang vier, Gesamtrang 17, nicht für das Finale qualifiziert
Versuch eins: 55,24 Meter
Versuch zwei: 54,24 Meter
Versuch drei: ungültig
- Simbara Maki
  - 110 Meter Hürden

Runde eins: ausgeschieden in Lauf drei (Rang sechs), 14,3 Sekunden (handgestoppt), 14,32 Sekunden (automatisch gestoppt)